# Luigi Frigerio
Luigi Frigerio (Garbagnate Milanese, 23 dicembre 1921 – ...) è stato un calciatore italiano, di ruolo difensore.

## Carriera
Cresciuto nel vivaio dell'Ambrosiana, in prima squadra gioca due incontri nel campionato 1945-1946; milita anche nell'Alfa Romeo, nel Como, nel Pavia..

## Statistiche

### Presenze e reti nei club
| Stagione        | Club            | Campionato          | Campionato | Campionato |
| Stagione        | Club            | Comp                | Pres       | Reti       |
| --------------- | --------------- | ------------------- | ---------- | ---------- |
| 1945-1946       | Inter           | Divisione Nazionale | 2          | 0          |
| 1946-1947       | Como            | Serie B             | 10         | 0          |
| Totale carriera | Totale carriera |                     | 12         | 0          |